# Polytrichaceae
Die Polytrichaceae oder Frauenhaarmoose sind eine Familie der Laubmoose. Sie bilden alleine die Klasse Polytrichopsida. Bei ihnen findet man die unter den Moosen stärkste Ausdifferenzierung verschiedener Gewebe: In der Mitte des Stämmchens verläuft ein wasserleitender Zentralstrang, ähnlich wie man ihn auch bei Vorläufern der Farne findet. Die Polytrichaceae gelten deshalb auch als relativ ursprüngliche Vertreter der Moose. Der Zentralstrang macht einen sehr hohen Wuchs der Vertreter dieser Familie möglich.
Für die Familie gibt es weitere deutsche Namen: „Haarmützenmoose“, „Bürstenmoose“ oder „Widertonmoose“. Die beiden ersten Namen beziehen sich auf die Kalyptra, eine Haube auf der Kapsel, die in dieser Familie oft aus hellbraunen filzigen Haaren besteht.

## Merkmale

### Gametophyt
Die Polytrichaceae besitzen die höchstentwickelten Gametophyten unter den Moosen. Es sind aufrechte, meist recht kräftige Moose, die für gewöhnlich in lockeren Rasen auf Erde wachsen. Einige der in europäischen Wäldern auffälligsten Moose sowie auch die größten Moose gehören hierzu. Die aufrechten Stämmchen sind meist einfach, selten gabelig oder büschelig verzweigt. Sie besitzen einen Zentralstrang (Hadrom) aus wasserleitenden Zellen (Hydroiden), um den ein Hohlzylinder assimilatleitender Zellen (Leptom) liegt. Die beiden Teile entsprechen somit einer Protostele, d. i. ein konzentrisches Leitbündel mit Innenxylem. Der Aufbau des Stämmchen gleicht also dem der Kormophyten; allerdings ist es hier der Gametophyt, bei den Kormophyten der Sporophyt, der diesen Aufbau besitzt.
Die Blättchen besitzen eine Rippe, in der sich wasser- und assimilatleitende Zellen sowie Festigungselemente befinden. Auf der Ventralseite befinden sich Längslamellen, deren Zellen der Wasserspeicherung und der Photosynthese dienen. Die Endzellen der Lamellen besitzen oft artcharakteristische Form.
Aufgrund ihrer Anatomie und der gut entwickelten Leitungsgewebe gehören zu den Frauenhaarmoosen die größten Moose. Das auch in Mitteleuropa heimische Polytrichum commune erreicht 50 Zentimeter Höhe wie auch die australasische Dawsonia superba.
Die Antheridienstände sind bei den Pflanzen dieser Familie von oft differenzierten Hüllblättern umgeben, so dass es den Anschein hat, die Moose würden Blüten ausbilden.

### Sporophyt
Der Sporophyt ist deutlich anders gebaut als bei den Bryidae, zu denen die Polytrichales früher gestellt wurden. Besonders der Aufbau des Peristoms ist einzigartig unter den Moosen: Es besteht aus konzentrischen Lagen ganzer Zellen, während es bei den Bryidae aus Resten von Zellwänden besteht. Das Peristom besitzt 32 oder 64 in einer Reihe stehende Zähne. Die Kalyptra hat die Form einer Kappe oder Mütze und ist nackt oder häufiger behaart. Auf diese Behaarung bezieht sich der deutsche Name Frauenhaarmoos. Die Öffnung der Kapsel ist nach dem Abfallen des Deckels am Beginn noch durch eine bleiche Haut (Epiphragma) verschlossen.

## Verbreitung
Die Polytrichaceae kommen vor allem in den gemäßigten und kalten Zonen beider Erdhalbkugeln bis in die Arktis bzw. Antarktis vor. In den Tropen finden sich die meisten Arten in Gebirgen.

## Systematik
Die Familie besteht aus 18 Gattungen mit rund 220 Arten:
- Alophosia, monotypisch
  - Alophosia azorica
- Atrichopsis, monotypisch
  - Atrichopsis compressa
- Atrichum
- Bartramiopsis, monotypisch
  - Bartramiopsis lescurii
- Dawsonia
- Dendroligotrichum
- Hebantia, monotypisch
  - Hebantia rigida
- Itatiella, monotypisch
  - Itatiella ulei
- Lyellia
- Meiotrichum, monotypisch
  - Meiotrichum lyallii
- Notoligotrichum
- Oligotrichum
  - Harz-Armhaarmoos (Oligotrichum hercynicum)
- Pogonatum
- Polytrichadelphus
- Polytrichastrum
- Widertonmoose (Polytrichum)
- Psilopilum
- Steereobryon, monotypisch
  - Steereobryon subulirostrum